# Jacques Van Melkebeke
Jacques Van Melkebeke (1904 - 1983) foi um jornalista, escritor e roteirista de histórias em quadrinhos belga.